# 데이트
데이트(영어: date)는 연인 혹은 서로 애정이 있는 이들이 함께 만나서 둘 만의 시간을 보내는 것이다. 그 외에도 다른 애정의 행동도 포함한다.

## 용어
데이트는 1997년 순화 대상 용어로 지정되어 순화한 용어인 '교제', '만남'과 같이 쓸 수 있도록 되었다.

## 기타
데이트를 할 때 일반적으로 통용되는 예의 또는 관례가 있다. 대표적이면서 논란이 되는 것이 식사 후 비용을 남자가 부담하는 관례다. 이는 아직까지도 많은 사람들이 자연스럽게 받아들이는 관례지만, 대한민국에서는 최근 데이트 비용을 나누어서 지불하는 각자내기, 즉 더치페이에 대한 긍정적 인식도 많다. (2010)

## 같이 보기
- 연애
- 미팅
- 소개팅
- 데이트 강간
- 픽업 아티스트
- 데이터

### 참고 문헌
- Sizer-Webb, Frances; Eleanor Noss DeBruyne; Linda Kelly DeBruyne (2000). 《Health: Making Life Choices》. Glencoe/McGraw-Hill. 499-500쪽.
- Havelin, Kate (2000). 《Dating: What Is a Healthy Relationship?》. Capstone Press.